# Hans von Mangoldt
Hans Carl Friedrich von Mangoldt (Weimar, 18 maggio 1854 – Danzica, 27 ottobre 1925) è stato un matematico tedesco, noto per aver contribuito alla formulazione del teorema dei numeri primi.
Von Mangoldt conseguì una laurea in matematica nel 1878 all'università di Berlino, dove ebbe come insegnanti Ernst Kummer e Karl Weierstraß.
Contribuì alla formulazione del teorema dei numeri primi dando dimostrazioni rigorose di due proposizioni di Bernhard Riemann contenute nel suo articolo "Ueber die Anzahl der Primzahlen unter einer gegebenen Grösse" (Sul numero di primi minori di una determinata grandezza) del 1859. Riemann aveva dato solo dimostrazioni parziali di tali proposizioni.
Von Mangoldt lavorò come professore di matematica all'università tecnica di Aquisgrana, dove ebbe come successore Otto Blumenthal.